# Kottersreuth
Kottersreuth ist ein Gemeindeteil der Stadt Goldkronach im Landkreis Bayreuth (Oberfranken, Bayern). Kottersreuth liegt in der Gemarkung Leisau.

## Geografie
Das Dorf liegt eben auf freier Flur  an der Kronach. Eine Gemeindeverbindungsstraße führt die Kreisstraße BT 12 kreuzend nach Leisau (1,6 km nordöstlich) bzw. nach Sandhof (0,9 km südlich). Weitere Gemeindeverbindungsstraßen führen nach Neudorf zur Staatsstraße 2460 (1,9 km nordwestlich) und nach Katzeneichen (1 km südwestlich).

## Geschichte
Kottersreuth wurde im Jahre 1692 erstmals urkundlich erwähnt.
Gegen Ende des 18. Jahrhunderts bestand Kottersreuth aus 13 Anwesen. Die Hochgerichtsbarkeit übte teils das bayreuthische Stadtvogteiamt Goldkronach, teils das bayreuthische Stadtvogteiamt Bayreuth aus. Die Dorf- und Gemeindeherrschaft übten das Stiftskastenamt Himmelkron und das Hofkastenamt Himmelkron gemeinsam aus. Grundherren waren das Stiftskastenamt Himmelkron (1 Halbhof, 2 Söldengüter, 1 Haus), das Hofkastenamt Bayreuth (1 Gut, 1 Söldengütlein, 4 Gütlein) und das Rittergut Goldkronach (1 Hof, 1 Mahlmühle, 1 Tropfgütlein).
Von 1797 bis 1810 unterstand Kottersreuth dem Justiz- und Kammeramt Gefrees. Infolge des Ersten Gemeindeedikts wurde Kottersreuth dem 1812 gebildeten Steuerdistrikt Neudorf zugewiesen. Zugleich entstand die Ruralgemeinde Kottersreuth. Sie war in Verwaltung und Gerichtsbarkeit dem Landgericht Gefrees zugeordnet und in der Finanzverwaltung dem Rentamt Gefrees. In der freiwilligen Gerichtsbarkeit unterstanden drei Anwesen bis 1840 dem Patrimonialgericht Goldkronach. Mit dem Zweiten Gemeindeedikt (1818) wurde die Kottersreuth in die Ruralgemeinde Brandholz eingegliedert. Im Zuge der Gebietsreform in Bayern wurde Kottersreuth am 1. Januar 1976 nach Goldkronach eingemeindet.

### Baudenkmäler
- Haus Nr. 3 und 4: Wohnstallhäuser

### Einwohnerentwicklung
| Jahr      | 001818 | 001819 | 001861 | 001871 | 001885 | 001900 | 001925 | 001950 | 001961 | 001970 | 001987 |
| Einwohner | 63     | 75     | 105    | 84     | 84     | 78     | 70     | 93     | 60     | 59     | 65     |
| Häuser    | 13     |        |        |        | 15     | 13     | 13     | 13     | 13     |        | 14     |
| Quelle    | [ 7 ]  | [ 10 ] | [ 11 ] | [ 12 ] | [ 13 ] | [ 14 ] | [ 15 ] | [ 16 ] | [ 17 ] | [ 18 ] | [ 1 ]  |

## Religion
Kottersreuth ist seit der Reformation evangelisch-lutherisch geprägt und bis heute nach Nemmersdorf gepfarrt.